# Liste des îles d'Inde
Voici une liste des îles d'Inde.

## Par zone géographique

### Mer d'Andaman
- Îles Andaman :
  - Grande Andaman :
    - Andaman du Centre
    - Andaman du Nord
    - Andaman du Sud
    - Île Baratang
    - Île Rutland

  - Île Interview
  - Île Landfall
  - Île de North Sentinel
  - Île North Reef
  - Petite Andaman
  - Archipel Ritchie :
    - Havelock
    - Neill

  - Île Sisters
  - Île Barren
  - Île Narcondam
- Îles Nicobar :
  - Batti Malv
  - Camorta
  - Car Nicobar
  - Chowra
  - Grande Nicobar
  - Katchal
  - Nancowry
  - Petite Nicobar
  - Teressa
  - Tillangchong

### Mer des Laquedives
- Îles Laquedives : 
  - Îles Amindivi :
    - Agatti
    - Amini
    - Bingaram
    - Chetland (en)
    - Kadmat
    - Kavaratti
    - Kilttan
    - Pitti
    - Sand Cay
    - Tree Island

  - Andrott
  - Îles Cannanore :
    - Cheriyam
    - Kalpeni
    - Île Nord
    - Île Sud

  - Île Minicoy
  - Diu

### Non situées
- Île Sud Talpatti